# Клеёный брус

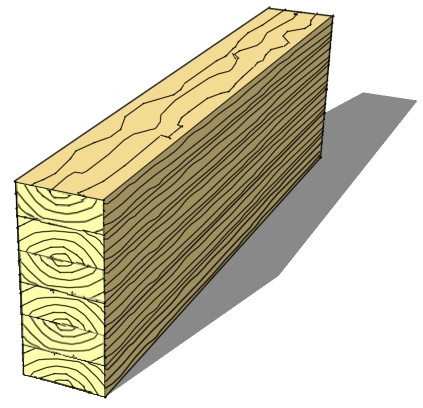
Клеёный брус

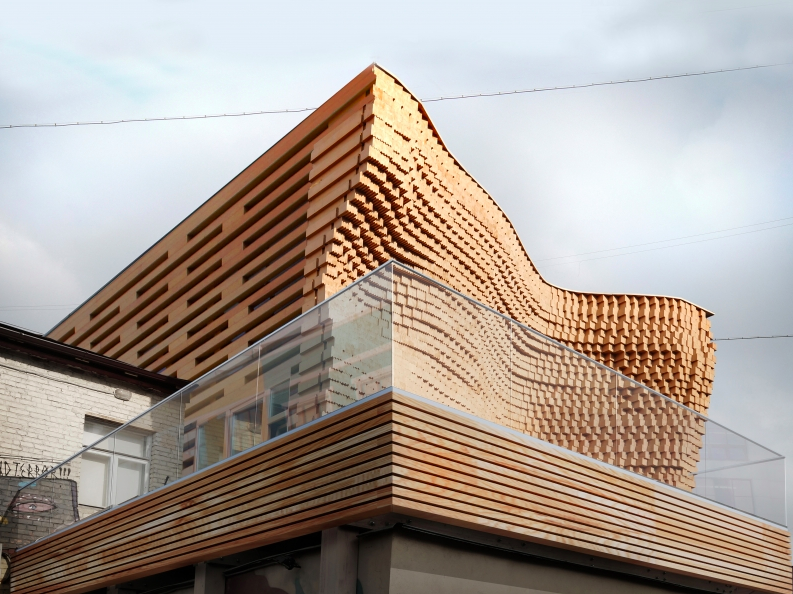
Здание из клеёного бруса. «Дом на крыше». Россия, Москва, «Artplay» — центр дизайна и архитектуры

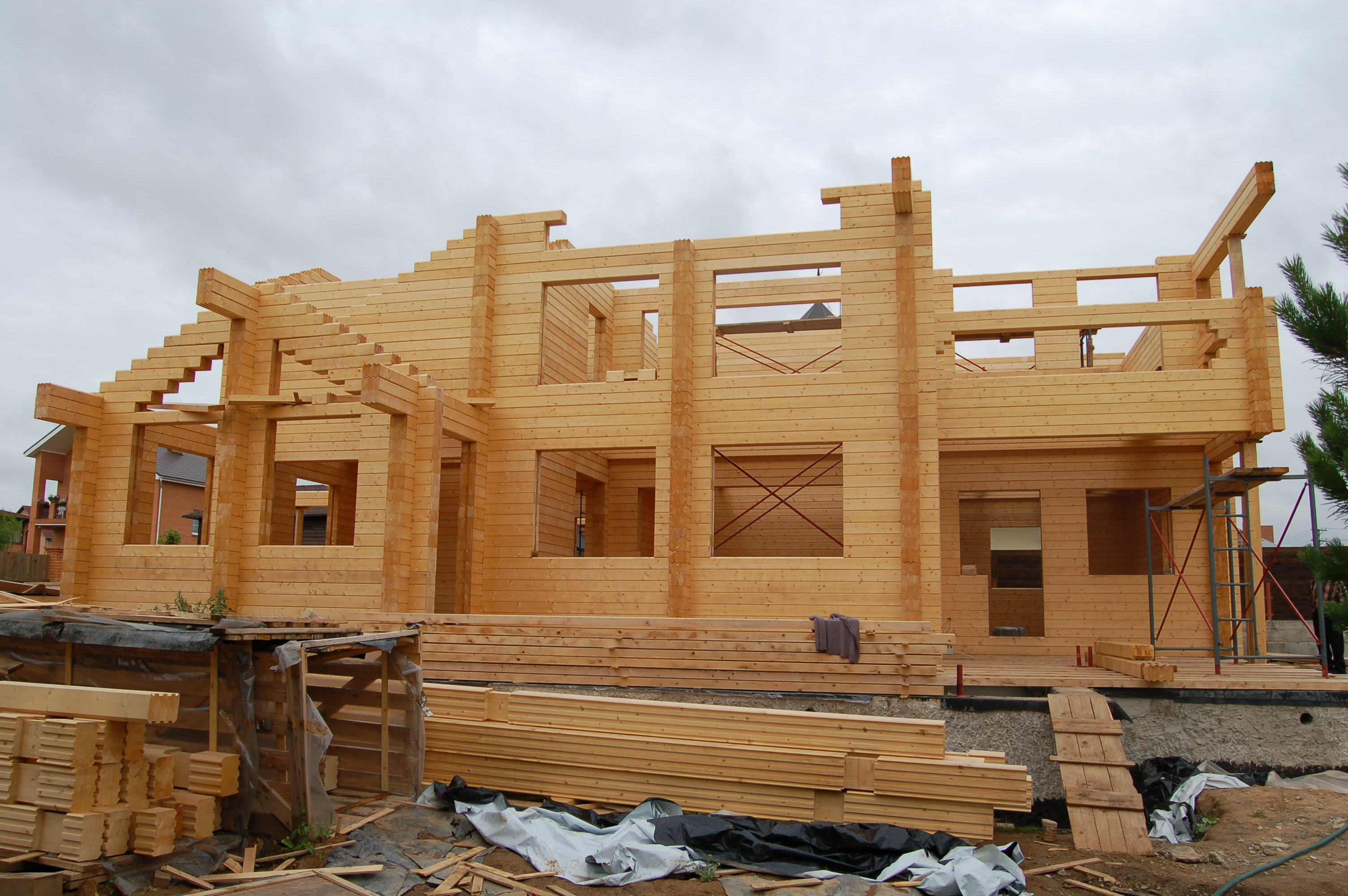
Возведение дома из клеёного бруса

Клеёный брус (клеёный профилированный брус); сокращённое международное обозначение — Glulam (glued laminated timber) — строительный материал из древесины. Термин закрепился и прижился в русском техническом языке для обозначения строительных и столярных монолитных материалов, деталей конструкций, изготовленных путём склеивания досок (или так называемых ламелей), является одним из типов клеёных деревянных конструкций.
Производство клеёного бруса осуществляется путем составления отдельных досок (ламелей) в пакеты и склеивания по плоскости.
Изготавливается из древесины хвойных пород, преимущественно из ели. В России для производства клеёного бруса, в основном, используется сосна и ель, реже — сибирская кедровая сосна и некоторые виды лиственницы. В США, Канаде и Японии клеёный брус также производится из псевдотсуги Мензиса (дугласовой пихты).
Основным преимуществом клеёного бруса по отношению к цельной массивной древесине является возможность получать продукт с прогнозируемыми свойствами по прочности и визуальному качеству, за счёт сортировки и вырезки дефектов из пиломатериалов. Отобранные и сращенные по длине доски называются ламелями. Наибольшим классом прочности обладают конструкции, изготовленные из северной древесины.
Применяется в строительстве (деревянное домостроение), производстве столярных изделий.

## История
Наиболее древний аналог технологии производства клеёного бруса — лук японских воинов. С XII века дугу стрелкового оружия в Японии начали изготавливать путём склеивания составных частей из бамбука и дерева, что значительно увеличило его упругость, прочность, надёжность, точность и дальность поражения цели.
Идея соединения деревянных брусьев с помощью клина принадлежит архитектору Филиберу Делорму. В 1548 году он впервые применил этот метод соединения деревянных частей при проектировании и строительстве арочных частей зданий дворцового масштаба.
Гнутые, сложенные друг на друга и скреплённые шпонкой или клиньями несущие детали использовали зодчие барокко, в том числе мастера деревянного зодчества в России.
В XIX веке сборные деревянные арочные конструкции начали скреплять с помощью металлических скоб-затяжек, что позволило серьёзно увеличить сферу дуги.
В 1890 году идею усовершенствовал немецкий плотник Отто Хетцер. Он первый при создании массивных конструкций из отдельных деревянных деталей с применением клея из казеина придал им пространственность, изогнутость. 22 июня 1906 года Карл Фридрих Отто Хетцер получил немецкий государственный патент № 197773 на гнутые клеёные фермы, состоящие из двух и более ламелей. В Швейцарии способом Хетцера было построено множество зданий, большинство из которых сохранились до сих пор.
Широкое применение в Европе клеёных деревянных конструкций (КДК) было связано с развитием промышленной химии (клеёв) и началось в 1960—1970 годах. Технологию индустриального производства клееного бруса впервые изобрели братья Саарляйнен, которые в 1958 основали строительную компания HONKA.

## Применение

### Строительство
Деревянные гнуто-клеёные несущие конструкции (ДКК) нашли широкое применение при монтаже сложных кровель, ледовых катков, торговых центров, аквапарков, мостов (в том числе автомобильных), вокзалов и т. д.
Стеновой клеёный профилированный брус используется в деревянном
домостроении при возведении жилых домов, бань, гостиниц, церквей различной конструктивной сложности и масштабности.
Широко применяются как традиционная для России и Северной Америки срубовая конструкция, так и стоечно-балочная конструкция.

### Столярные изделия
Клеёный брус используется в производстве окон, дверей, лестниц, перил, подоконников, мебели и других столярных изделий.

## Производство клеёного бруса

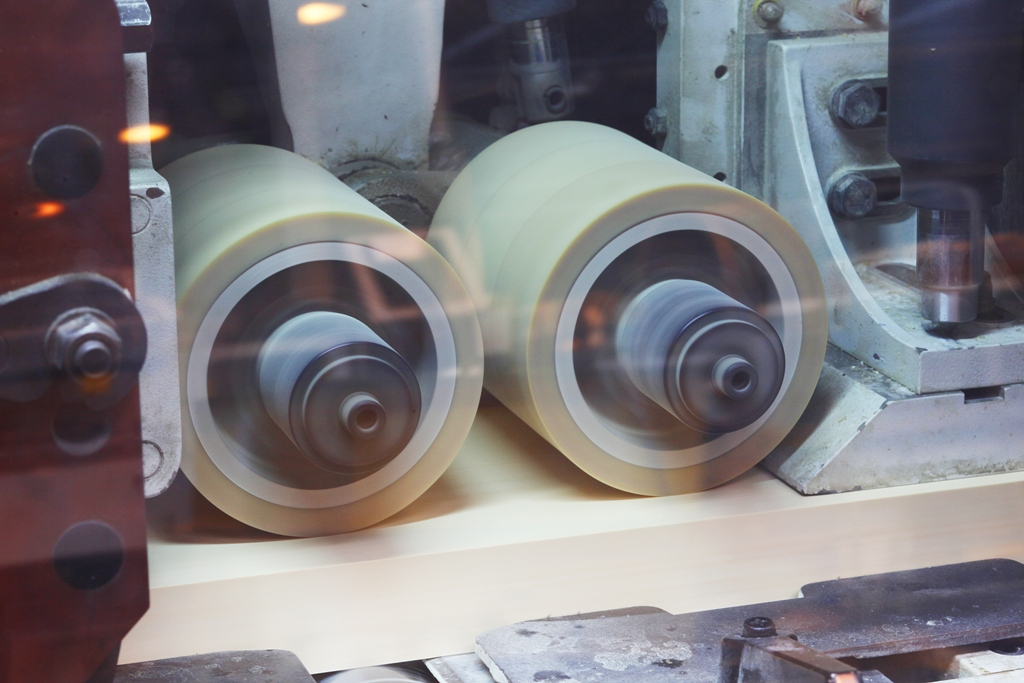
Строгание ламелей клеёного бруса

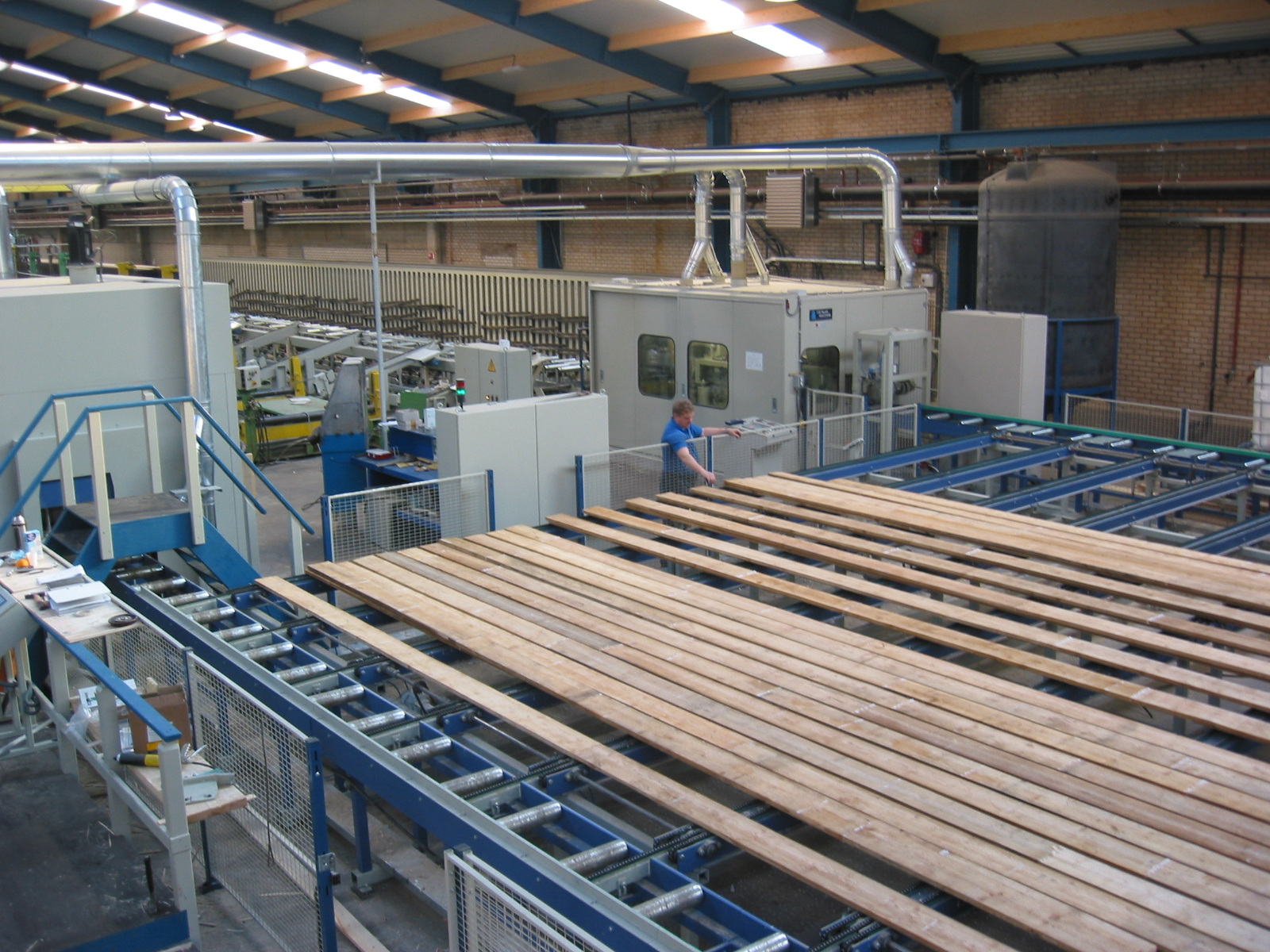
Изготовление клеёного бруса на производственной линии

- Процесс производства начинается с распиловки брёвен на доски;
- Отсортированные (по размерам и качеству) доски высушиваются в специальных камерах до эксплуатационной влажности, (8—18 %, в зависимости от типа бруса и применяемого клея).
- Высушенные доски строгают и сортируют по прочности, а также из досок вырезают участки с дефектами.
- На торцах полученных заготовок фрезеруют зубчатый профиль и склеивают друг с другом до необходимой длины. При этом шипы могут располагаться либо поперек, либо параллельно пласти доски.
- На доски наносят клей, подбираемый в зависимости от условий эксплуатации готового изделия: меламиновые (большепролётных конструкции), резорциновые (для условий повышенной влажности: мосты, судостроение и т. д.), EPI-система (малоэтажное домостроение), быстроотверждаемые полиуретановые клеи и т. д.
- После нанесения клея доски собирают в пакеты (заготовку для бруса необходимого сечения) и прессуют.
- После отвердения клея готовый клеёный брус профилируют.

Из готового бруса вырезают детали будущего строения и формируют узлы соединения, например чаши.

## Стандарты, испытания и сертификация
В Российской Федерации обязательной сертификации зданий и конструкций из клеёного бруса не требуется. Чаще всего, предъявляется сертификат соответствия системы «Ростест», выданный на основе собственных ТУ (Технических условий) производителя, что может существенно ограничивать возможность контроля пригодности и качества конструкций и изделий со стороны потребителя.

## Известные здания из клеёного бруса
Европа
- Дом Сибелиуса в Лахти (Финляндия) — самый крупный в Северной Европе концертный зал и конгресс-холл из дерева — Зал Сибелиуса (фин. Sibeliustalo, арх. Раймо Рясанен);
- Pyramidenkogel, 100 м в высоту, (Австрия);
- Центр Помпиду в Меце (Франция);
- Зал заседаний Парламентской Ассамблеи Совета Европы в Страсбурге (Франция).

Россия
- Аквапарк в парке 300-летия Санкт-Петербурга;
- Троице-Измайловский собор — сложные конструкции из клеёного бруса использованы при реконструкции Троицкого собора Санкт-Петербурга;
- Дворец Деда Мороза из клеёного бруса площадью более 900 м² в Великом Устюге (Вологодская обл.);
- Активный дом — конструкции каркаса первого в России «активного» дома в Подмосковье сооружены из клеёного бруса;
- Дом на Крыше — имиджевый шоухаус на территории центра дизайна Artplay в Москве из дерева и стекла;
- GOOD WOOD PLAZA — самое высокое офисное здание из дерева в России.

## Галерея

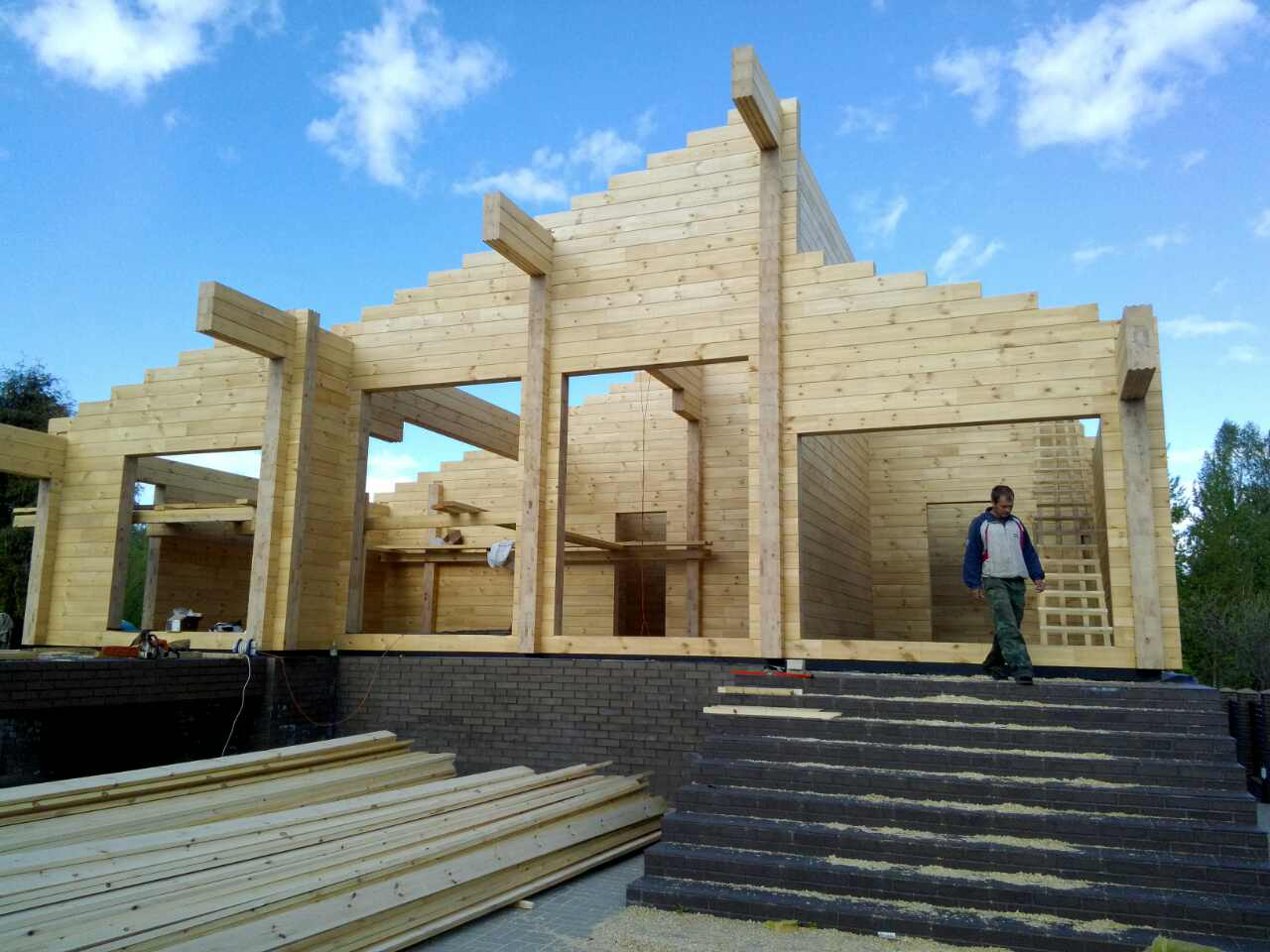
Строящийся дом из клеёного бруса (Ярославская область)
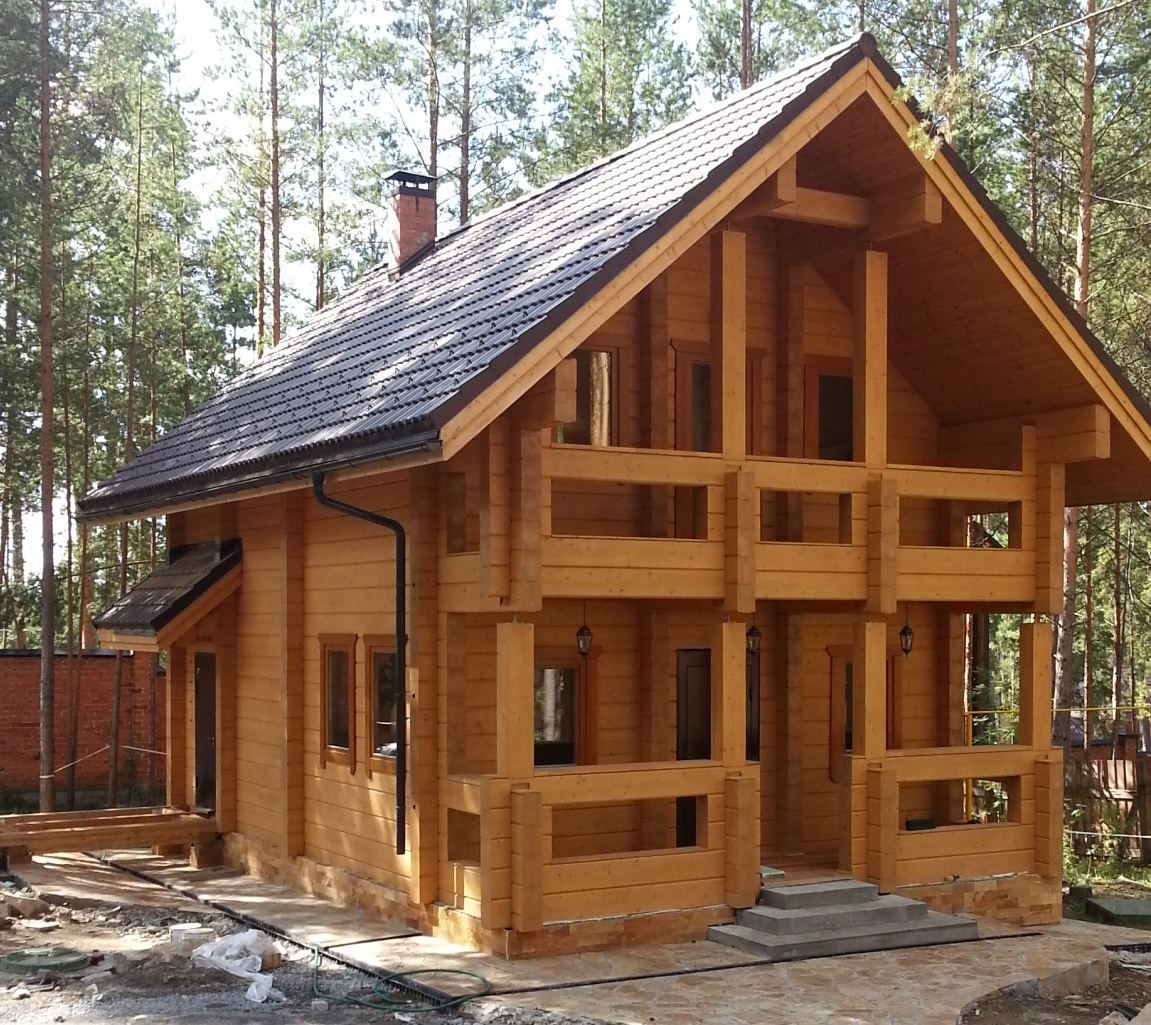
Баня из клеёного бруса
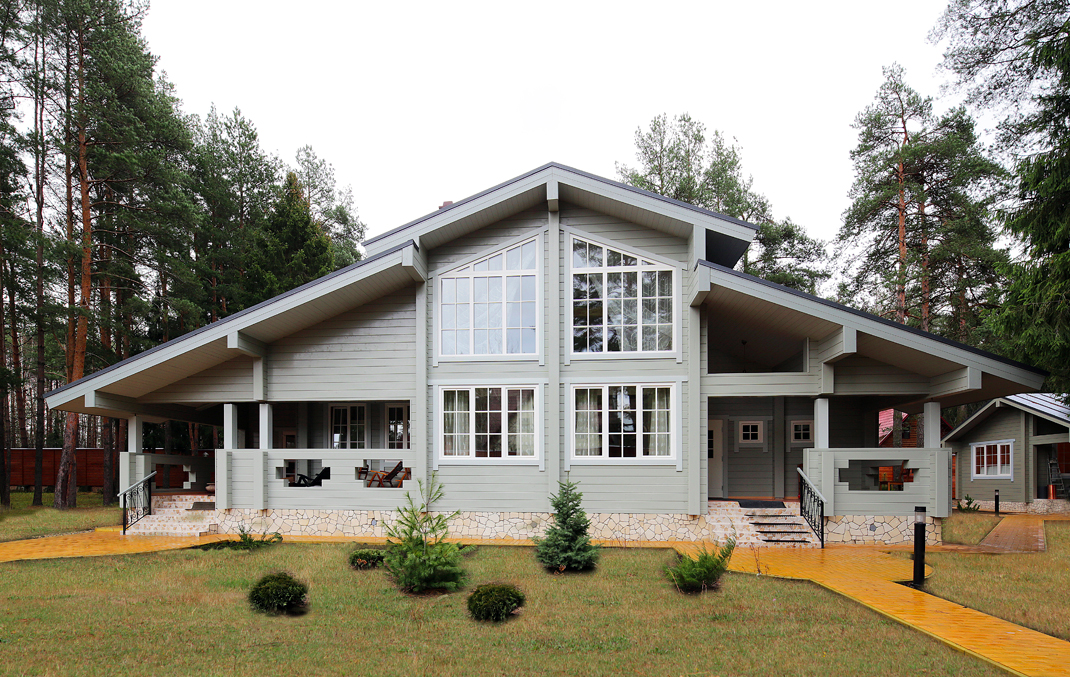
Жилой дом из клеёного бруса. Подмосковье
Интерьер дома из клеёного бруса
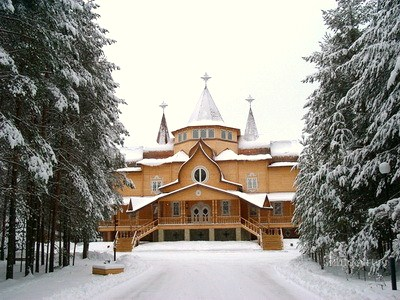
«Дом Деда Мороза» из клеёного бруса (площадь: около 900 м²)